# Ion C. Brătianu

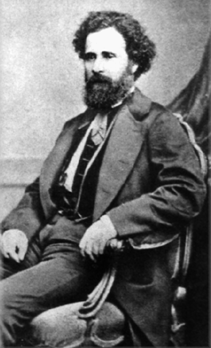
Ion C. Brătianu

Ion Constantin Brătianu (* 2. Juni 1821 in Pitești; † 16. Mai 1891 in Florica), genannt Iancu oder „der Ältere“, war 1867 und von 1876 bis 1888 rumänischer Ministerpräsident.

## Leben
Ion war der Sohn von Constantin „Dincă“ Brătianu sowie der jüngere Bruder von Theodor Brătianu (1812–1884) und Dimitrie Brătianu. Nach einer fünfzehnjährigen Ausbildung in Paris, unterbrochen von kurzer revolutionärer Agitationskarriere in Bukarest 1848, kehrte Ion Brătianu 1857 nach Rumänien zurück. Im Jahr zuvor hatte der Pariser Vertrag den Krimkrieg beendet und Russland weitgehend seiner Einflussmöglichkeiten in Rumänien beraubt. Dies ermöglichte die Bildung eines Nationalstaats aus den bisherigen Fürstentümern der Region. Diese Entwicklung trieben Brătianu und seine Gesinnungsgenossen voran und erreichten 1859 mit der Vereinigung der Fürstentümer Moldau und Walachei den ersten Schritt zum Entstehen Rumäniens.
Der 1848 noch entschieden republikanisch gesinnte Brătianu hatte sich zusammen mit der Mehrheit der Nationalbewegung inzwischen in eine monarchistische Richtung entwickelt. 1866 setzte er die Adelsfamilie Hohenzollern-Sigmaringen als herrschende Dynastie durch. Als seine liberale Partei 1867 für kurze Zeit und von 1876 bis 1888 die Regierung stellte, wurde Brătianu Ministerpräsident. Er führte sein Land 1877 auf slawischer Seiten in den Serbisch-Osmanischen Krieg und war rumänischer Verhandlungsführer beim darauf folgenden Berliner Vertrag von 1878, der zwar die internationale Anerkennung seines Landes, aber auch Gebietsverluste bedeutete. Auch die Erhebung zum Königreich 1881 wurde maßgeblich vom Ministerpräsidenten beeinflusst. Außenpolitisch wendete sich Brătianu nach dem Serbisch-Türkischen Krieg von Russland ab und lehnte sich an Deutschland und Österreich an.
Im letzten Jahr seiner Amtszeit als Ministerpräsident opponierte die mit seinem Bruder Dimitrie verbündete ultrakonservative Opposition gegen Brătianu. Oppositionelle drangen in Bukarest in das königliche Palais und die Volksvertretung ein. Es kam zum Blutvergießen als das herbeigerufene Militär die Aufständischen verdrängte. Infolge der Aufstände und Straßenkrawalle sowie mangelnder Unterstützung trat Brătianu im März 1888 zurück.
Mit seiner Frau Caliopia (Pia) Brătianu, geb. Pleșoianu (1841–1920), hatte er drei Söhne. Seine Söhne Ion I. C. Brătianu und Vintilă Brătianu wurden ebenfalls rumänische Regierungschefs, sein Sohn Constantin Brătianu war letzter Vorsitzender der Partidul Național Liberal. Seine Tochter Sabina Brătianu-Cantacuzino (1863–1944) war Historikerin.